# Montes Zhigulí
Los montes Zhigulí (del ruso: Жигулëвские горы) Zhigulióvskiye gory) o simplemente Zhigulí (en ruso: Жигули́, también llamado Alturas de Zhigulí (en ruso: Жигулëвская возвышенность Zhigulióvskaya vozvýshennost), 
son una cadena de montañas boscosas situadas en la orilla derecha del río Volga, en la curva de Samara, en Rusia. Las montañas son una importante fuente de petróleo, que se extrae desde la Segunda Guerra Mundial. Su cota máxima son 380 m.

## Geografía y geología
La cadena se extiende en una dirección norte-sur: su vertiente septentrional cae muy abruptamente sobre el río Volga, y la meridional desciende suavemente, formando una meseta cortada por un laberinto de barrancos. En el área occidental, los montes están separados de una meseta por el valle del Barranco de Otvazhin, que se extiende latitudinalmente. La parte central es la más alta.
En las cimas, las formaciones rocosas son la parte más antiguas geológicamente, se generaron hace 250-350 millones de años, en los períodos Pérmico y Carbonífero. Los sedimentos que se encuentran principalmente son caliza y dolomita. Las vertientes del Zhiguli están formadas en su mayor parte por productos de la aireación de los materiales del pérmico y el Carbonífero.
Uno de los modelos de la fábrica de coches AutoVAZ tenía como nombre Zhigulí.